# 仁馬山古墳
仁馬山古墳（じんばやまこふん/じんまやまこふん）は、山口県下関市延行にある古墳。形状は前方後円墳。国の史跡に指定されている。
長門地方（山口県西部）では第2位の規模の古墳で、4世紀後半（古墳時代前期）頃の築造と推定される。

## 概要
山口県西端、綾羅木（あやらぎ）平野を望む台地東端の斜面に築造された古墳である。2005-2008年（平成17-20年）に4次の発掘調査が実施されている。
墳形は、前方部が未発達で古い様相の前方後円形で、前方部を西北西方向に向ける。墳丘は後円部のみ3段築成で、全体的に極めて良好に遺存する。墳丘長は約75メートルを測り、長門地方（山口県西部）では上ノ山古墳（下関市、非現存）に次ぐ第2位の規模になる。墳丘外表では埴輪片が確認されており、部分的に円筒埴輪列が存在したと推定される。埋葬施設は粘土槨で、ほぼ完存する。粘土槨内部には割竹形木棺が認められており、直径約1メートル・長さ約6メートルを測る長大な木棺になる。そのほか、付近では陪塚とみられる小円墳2基（仁馬山北墳・仁馬山南墳）が認められている。
築造時期は、古墳時代前期の4世紀後半頃と推定される。若宮古墳（綾羅木郷遺跡内）など一帯に分布する多くの古墳の中では、最も古い時期の築造に位置づけられる。被葬者は明らかでないが、山口県西部を治めたとされる穴門国造一族に比定する説がある。
古墳域は1991年（平成3年）に国の史跡に指定されている。

## 遺跡歴
- 1902年（明治35年）、古墳の所在報告（鍵谷徳三郎により「延行の瓢形墳」と紹介）[4]。
- 1973年（昭和48年）、実測調査[5]。
- 1991年（平成3年）5月15日、国の史跡に指定[1]。
- 2005-2008年（平成17-20年）、4次の発掘調査（下関市教育委員会、2010年に報告）[3]。

## 墳丘
墳丘の規模は次の通り。
- 墳丘長：約75メートル
- 後円部 直径：約47メートル

前方部幅はほぼ後円部直径の2分の1を測る。

## 陪塚
古墳周辺では、北側・南側に次の各1基の陪塚（陪冢）の築造が認められる。
- 仁馬山北墳 - 円墳。畑地の開墾の際の削り残しとする説もある[4]。
- 仁馬山南墳 - 円墳。

## 文化財

### 国の史跡
- 仁馬山古墳 - 北東約70メートルの植松古墳（下関市有冨、長門地方では唯一の方墳）の古墳域を含む[1][6]。1991年（平成3年）5月15日指定[1]。

## 関連文献
（記事執筆に使用していない関連文献）
- 『史跡仁馬山古墳 -山口県下関市大字延行字神間ほか地内 史跡仁馬山古墳発掘調査報告書-』下関市教育委員会、2010年。